# Pere Jou i Francisco
Pere Jou i Francisco (Gràcia, Barcelona, 3 de novembre del 1891 - Sitges, 19 d'abril del 1964) va ser un escultor català molt vinculat a Sitges. Era cosí germà de Lluís Jou i Senabre, gravador, tipògraf i dibuixant.

## Biografia

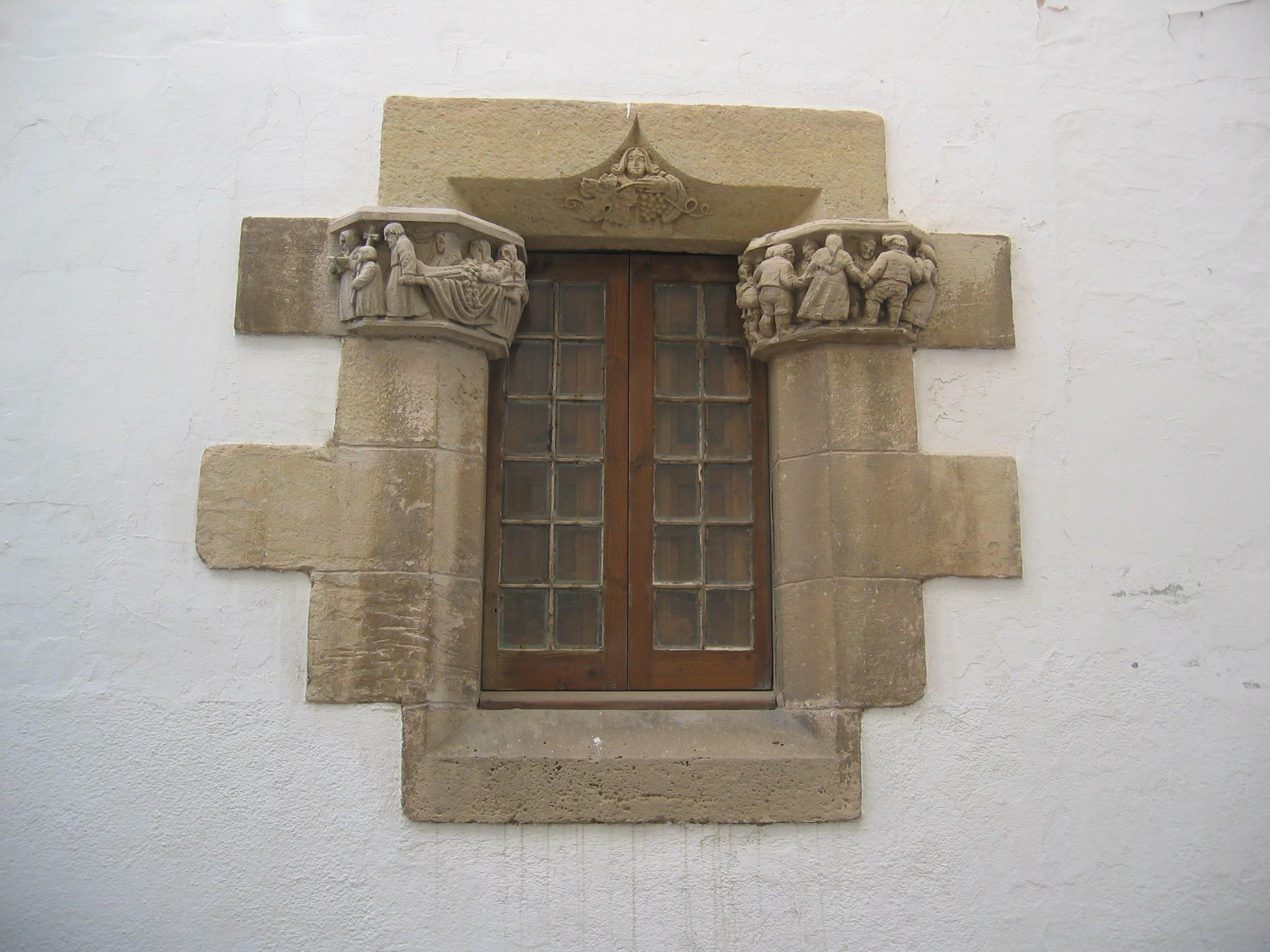
Capitells de Pere Jou al Palau Maricel

De ben jove ja mostrà la seva vocació d'escultor, que compaginà amb la feina de fuster ebenista. A dotze anys es matriculà a l'Ateneu Obrer de Gràcia on Pau Gargallo, el seu mestre, en reconegué la vàlua i li oferí la possibilitat d'ajudar-lo en la decoració de l'Hospital de Sant Pau. Jou amplià la seva formació a l'escola de Llotja (1908-1913), amb Venanci Vallmitjana.
Als vint-i-cinc anys feu coneixença del pintor Utrillo, que buscava un escultor per al Palau Maricel que el milionari americà Charles Deering estava construint a Sitges. Fins al 1920, Jou esculpí una cinquantena de capitells i altres obres menors, per a portes i finestres, amb imatges tretes de faules famoses (de La Fontaine, Iriarte i Samaniego), i personatges i esdeveniments contemporanis, o de caràcter al·legòric; molts dels rostres d'aquestes figures són de companys de treball en la construcció del Maricel o de ciutadans de la vila (vegeu-ne aquesta gàrgola). En acabada aquesta obra, rebé l'encàrrec de fer dos frisos per a la façana del Casino Prado, que il·lustrà amb escenes de festes del poble i de l'entitat; quaranta anys més tard (1962) començaria a prolongar-les per tota la façana, tasca que interrompé la seva mort.
En els anys 20 del segle xx, Pere Jou tingué una gran activitat artística: la casa de camp La Fontana, a Collsacabra (1920), escut de la casa de Correus de Barcelona (1923), l'ornamentació del Pavelló de la Ciutat a l'Exposició Internacional de Barcelona del 1929, el panteó de l'indià Jaume Brassó (1923) al cementiri de Sitges. Va ser col·laborador habitual en la revista sitgetana L'Amic de les Arts (1926, trenta-un números)  Arxivat 2008-10-03 a Wayback Machine. Participà en gran nombre d'exposicions col·lectives, fins que el 1931 portà a terme la seva primera exposició individual, a les Galeries Laietanes de Barcelona, amb una quinzena d'obres i diversos dibuixos. L'any 1933 realitzà la seva obra més aconseguida d'aquells anys, la decoració escultòrica del Grup Escolar Collaso i Gil, a la Ciutat Comtal.

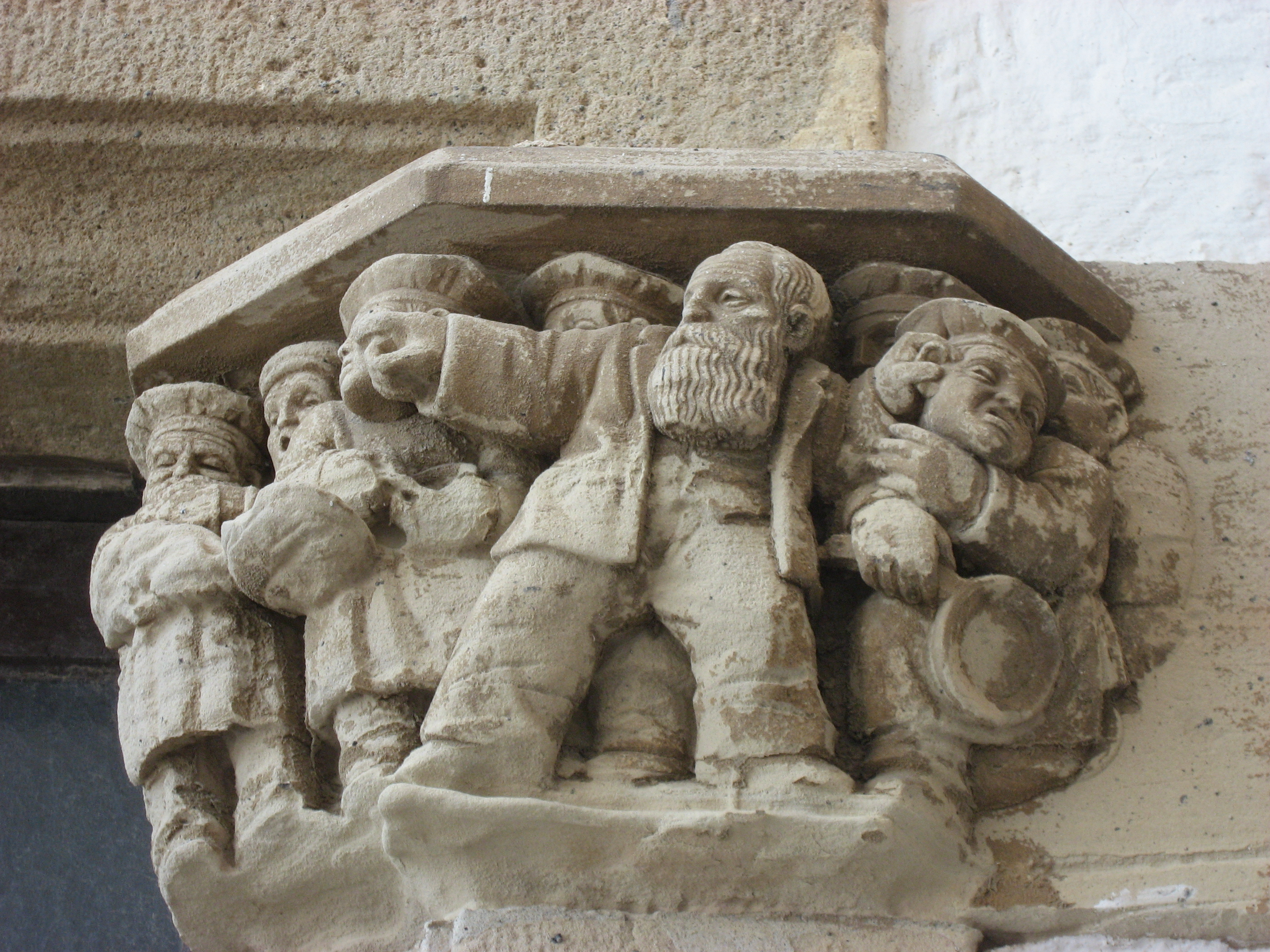
Detall d'un capitell de Pere Jou i Francisco al Palau Maricel

En la postguerra es dedica especialment a la imatgeria religiosa, restaurant altars malmesos en el conflicte bèl·lic. Reconstruí la imatge de la Mare de Déu del Vinyet (1939), feu el Sant Crist de la parròquia (1942) i els tabernacles de la Mare de Déu dels Dolors (1940) i el de la Pietat (1946), conegut també per Mare de Déu dels Mariners (les figures del Sant Crist i dels tabernacles es poden admirar durant l'any a la parròquia, i en la processó de Divendres Sant, a la Setmana Santa sitgetana), L'any 1941 s'incorporà al claustre de l'Escola Massana i el 1942 va fer la segona exposició individual, a les Galeries Syra. Nou anys més tard, obtingué el primer premi a l'Exposició de Belles Arts de Tardor, a Barcelona, amb l'obra Simó pescador, que es conserva al MNAC. Comissionat pel mecenes Jaume Espona i Brunet, restaurà el retaule de Santa Maria la Blanca, a Sant Joan de les Abadesses; i per a la mateixa població ripollesa també realitzà la talla del Bon Lladre, per al conegut Davallament de Sant Joan de les Abadesses. Obres seves són també un Sant Francesc d'Assís del 1956 al Zoo de Barcelona i les dues columnes d'alabastre que flanquegen el tron de la Mare de Déu de Montserrat.

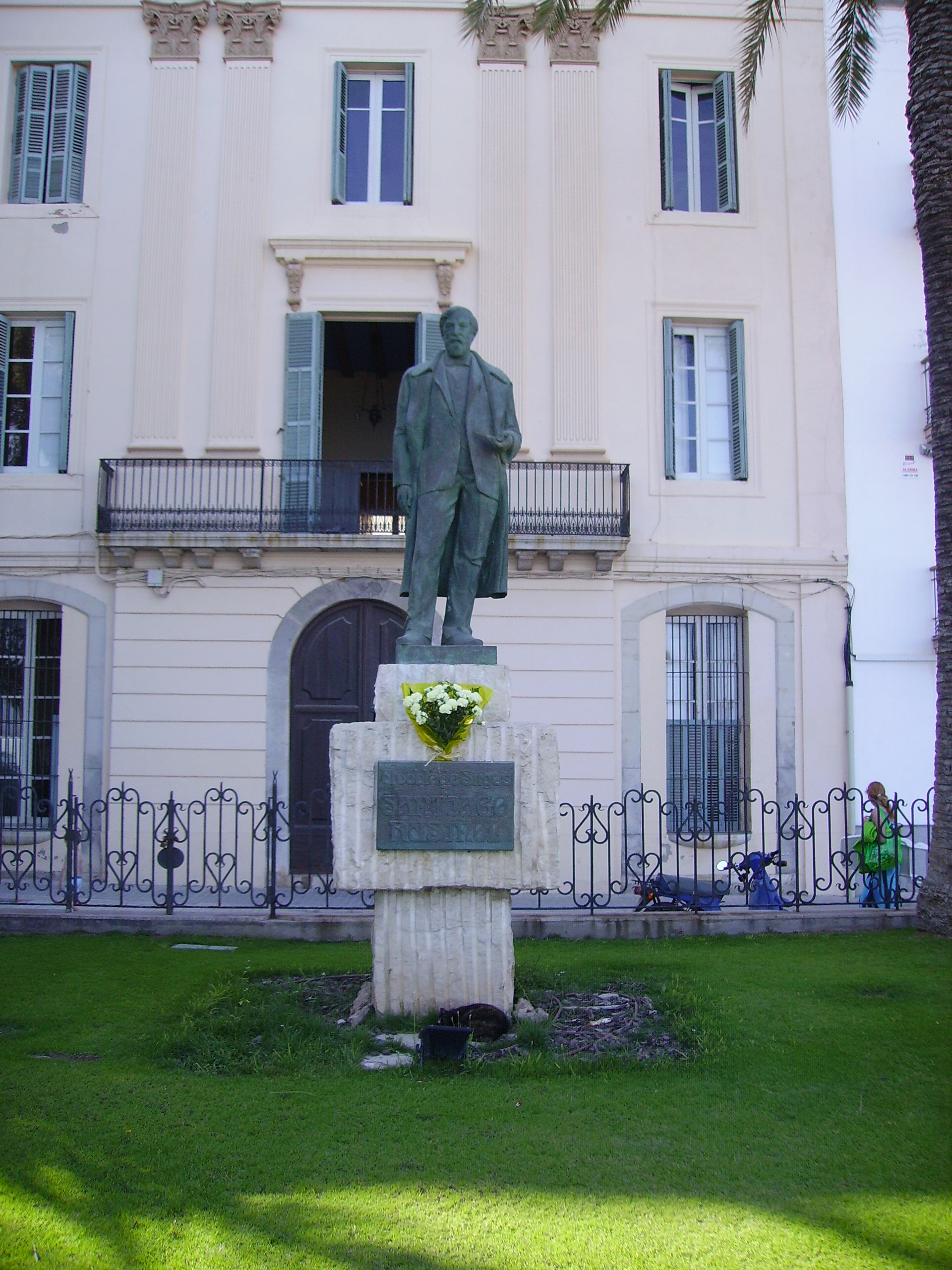
Estàtua de Santiago Rusiñol a Sitges, aixecada segons projecte de Pere Jou

Pere Jou s'enquadrà en l'escola escultòrica mediterrània i treballà especialment la pedra, la fusta i el fang -aquest en l'elaboració de bronzes-. La seva obra en bronze acostumen a ser figures femenines nues, de trets massissos i arrodonits. Els treballs en fusta tant representen formes femenines com personatges del santoral. Les seves escultures es poden admirar, a més de les façanes del Palau Maricel i del Casino Prado de Sitges, al MNAC de Barcelona, al Museu Reina Sofia, elMuseu de Montserrat i a la casa Utrillo, actualment Biblioteca Santiago Rusiñol de Sitges.
En morir, als setanta-dos anys, l'ajuntament de Sitges dedicà un carrer a l'artista. Una subscripció popular permeté fondre en bronze el 1965 una sirena que l'artista havia modelat en els cinquanta; en l'actualitat està exposada a la Punta de Sitges, just dessota de l'església parroquial.
L'ajuntament de Sitges li dedicà un carrer en el barri del Vinyet i, posteriorment, una exposició homenatge el 1973. Una nova exposició retrospectiva de la seva obra va tenir lloc l'any 2011. En l'actualitat, la família Jou atorga anualment el Premi d'escultura Pere Jou (vint-i-sisena edició el 2022).